# Emmanuel Faye
Pour les articles homonymes, voir Faye.
Emmanuel Faye (né en 1956) est un philosophe et historien français de la philosophie. Spécialiste de la Renaissance et de Descartes, il a également publié plusieurs études critiques sur Heidegger et sa réception.

## Biographie

### Famille
Il est le fils de l'écrivain et philosophe Jean-Pierre Faye. 

### Formation
Agrégé de philosophie en 1981, docteur de l'Université de Paris I-Panthéon Sorbonne en 1994, habilité à diriger des recherches par l’Université Paris-Nanterre en 2000, il était maître de conférences à l'Université Paris-Nanterre de 1995 à 2009. À partir de  2009, il est professeur de philosophie moderne et contemporaine à l'Université de Rouen-Normandie.

### Carrière
Dans Philosophie et perfection de l’homme. De la Renaissance à Descartes, Emmanuel Faye a cherché à montrer que la pensée cartésienne de la perfection de l'homme s'inscrivait dans la continuité des philosophies humanistes de la Renaissance. 
En 2005, Heidegger, l'introduction du nazisme dans la philosophie, est suivie d'une étude de Sidonie Kellerer parue dans Sens Public, sur sa réception en Allemagne.
Il a dirigé en 2014 aux éditions Beauchesne, dans la collection « Le Grenier à sel », un ouvrage collectif international intitulé Heidegger, le sol, la communauté, la race.
En 2016, Il a publié une étude sur Arendt et Heidegger, dans laquelle il soutient que Hannah Arendt « développe une vision heideggérienne de la modernité »,,,,,.

### Critique
Justine Lacroix et Jean-Yves Pranchère lui reprochent de « dresser la liste des erreurs (de Arendt) et de ses références non critiques à Heidegger ». Guillaume Plas considère que certains arguments iraient « à l’encontre non seulement de l'esprit des textes arendtiens, mais aussi de leur lettre ». Plas cependant modifie le texte de Faye, lui faisant dire ce qu'il n'a pas dit ; tandis que Faye écrit que l'« apologétique arendtienne » de Heidegger est aujourd'hui en ruine (Arendt et Heidegger, p.510), Plas lui fait dire que c'est « l'apologétique d'Arendt » qui serait en ruine.
Le 21 septembre 2020, le philosophe et talmudiste Ivan Segré publie un article autobiographique dans l'hebdomadaire en ligne Lundimatin, où il examine, au regard de ses propres travaux, la rigueur et la pertinence de sa lecture de Heidegger et d'Arendt. Il reproche à Emmanuel Faye de ne pas saisir le fond de la métaphysique de Heidegger et de réduire le problème de la comparaison heideggérienne (entre notamment la Shoah et l'agriculture industrialisée) à une négation du génocide.

## Publications

### Monographies
- Philosophie et perfection de l'homme. De la Renaissance à Descartes, Paris, Librairie J. Vrin, « Philologie et Mercure » 1998  (ISBN 2-7116-1331-3).
- Heidegger, l'introduction du nazisme dans la philosophie : autour des séminaires inédits de 1933-1935, Paris, Albin Michel, Idées 2005.  (ISBN 2-226-14252-5) (réédition: Livre de Poche, 2007  (ISBN 978-2-253-08382-5) avec une préface inédite et la bibliographie des premières recensions du livre).
- Arendt et Heidegger. Extermination nazie et destruction de la pensée, Paris, Albin Michel, coll. « Idées », 14 septembre 2016.

### Ouvrages collectifs
- Cassirer et Heidegger. Un siècle après Davos (avec Jean Lassègue, François Rastier et Muriel Van Vliet), Paris Kimé, 2021.
- Hannah Arendt, la révolution et les Droits de l'Homme (avec Yannick Bosc), Paris, Kimé, 2019.
- Хайдеггер, «Черные тетради» и Россия. Под редакцией Марлен Ларюэль и Эмманюэля Файя. Перевод под научной редакцией Михаила Маяцкого, Москва: Издательский дом «Дело», 2018, 367 p. Heidegger, « Black Notebooks » and Russia, ed. by Marlène Laruelle & Emmanuel Faye. Translations revised by Michail Maiatsky. Moscow: Delo Editions, janvier 2018][12].
- Heidegger, le sol, la communauté, la race, coll. « Le grenier à sel », Paris, Beauchesne, 2014.
- Descartes et la Renaissance, Paris, Champion, 1999  (ISBN 2-7453-0132-2).
- Cartésiens et augustiniens au XVIIe siècle, Corpus, revue de philosophie, no 37, 2000.
- Chemins de la pensée médiévale, Études offertes à Zénon Kaluza, éd. par P.J.J.M. Bakker en coll. avec E. Faye et C. Grellard, Textes et études du Moyen Âge, 20, Turnout, Brepols, 2002.
- Descartes, des principes aux phénomènes, (avec J.-P. Cléro), Armand Colin, coll. « Recherches », 2012.
- Rouen, 1662, Montaigne et les Cannibales, (avec J.-C. Arnould), Cérédi, coll. « Actes de colloques et Journées d'études », 2013 présentation en ligne

### Édition de textes
- Antoine Arnauld, Examen  d'un écrit qui a pour titre : Traité de l'essence du corps, et de l'union de l'âme avec le corps, contre la philosophie de M. Descartes, Corpus des œuvres de philosophie en langue française, Paris, Fayard, 1999.
- René Descartes, La Recherche de la Vérité par la lumière naturelle, le Livre de Poche, coll. « Classiques de la philosophie », traduction et notes par E. Faye, précédée d'un essai introductif: L'invention cartésienne de la conscience, Paris, Librairie Générale Française, 2010  (ISBN 978-2-253-06760-3).